# Horizontální integrační zařízení
Horizontální integrační zařízení (anglicky horizontal integration facility, zkratka HIF) je stanoviště, ve kterém se spojují jednotlivé stupně vícestupňové rakety předtím, než je sestava rakety vyvezena na odpalovací rampu a vztyčena do svislé polohy.

## HIF ve Spojených státech amerických
| Základna                         | Rampa         | Raketa   | Souřadnice HIF                    | Popis | Foto              | Ref.        |
| -------------------------------- | ------------- | -------- | --------------------------------- | --- | ----------------- | ----------- |
| Cape Canaveral Air Force Station | SLC-37        | Delta IV | 28°31′25″ s. š., 80°34′15″ z. d.  | Bílá budova s dvěma stanovišti o délce 76 metrů. Stavba byla dokončena v červnu roku 2000.                            |                   | [ 1 ] [ 2 ] |
| Cape Canaveral Air Force Station | SLC-40        | Falcon 9 | 28°33′39″ s. š., 80°34′39″ z. d.  | SpaceX postavila první HIF pro Falcon 9 na jižní straně rampy. rozměry jsou 69 m délka, 23 m šířka a 15 metrů výška.  |                   | [ 3 ] [ 4 ] |
| Kwajalein Atoll                  | Omelek Island | Falcon 1 | 9°2′50″ s. š., 167°44′34″ z. d.   | Postavila SpaceX pro sestavování již nepoužívané rakety Falcon 1.                                                     | Exteriér Interiér | [ 5 ]       |
| Vandenberg Air Force Base        | LC-6          | Delta IV | 34°35′11″ s. š., 120°37′39″ z. d. | Obsahuje dvě stanoviště, na kterých může být umístěna Delta IV a Delta IV Heavy.                                      | Exterér           | [ 6 ]       |
| Wallops Flight Facility          | Antares       | [ 7 ]    | 37°50′44″ s. š., 75°28′31″ z. d.  | Postavila Orbital Sciences Corporation. Je 76 metrů dlouhé, 46 m široké a 18 metrů vysoké. Bylo otevřeno v roce 2011. |                   | [ 9 ]       |

## HIF ve světě
Většina ruských, ukrajinských a bývalých sovětských raket byla integrována horizontálně, včetně raket Dněpr, Proton, Rokot, a Sojuz.